# Pătrățel și Pata de cerneală
Pătrățel și Pata de cerneală sunt protagoniștii serialului "Pătrățel", creat de Florin Anghelescu.
Pătrățel este personajul pozitiv (un băiat cu șapcă roșie cu cozoroc pătrat și cu salopetă), încurajat deseori de vocile din off ale copiilor ("Bravo, Pătrățel!"), iar Pata, uneori în cârdășie cu motanul Pusy, îi dă deseori de hac și scapă tot timpul.

## Filmografie
- Pătrățel (serial)